# R Phoenicis
R Phoenicis är en pulserande variabel av Mira Ceti-typ i stjärnbilden Fenix. Stjärnan var den första i stjärnbilden Fenix som fick en variabelbeteckning.
Stjärnan varierar mellan ungefär visuell magnitud +7,5 och 14,4 med en period av 269,26 dygn.

## Fotnoter
1. ↑  Variabelstjärnornas beteckningar börjar med bokstäverna R-Z, därefter A-Q , följt av RR-ZZ och AA-QQ, varefter de börjar betecknas med bokstaven V och ett ordningsnummer, från och med V335.